# Euphoria geminata
Euphoria geminata är en skalbaggsart som beskrevs av Louis Alexandre Auguste Chevrolat 1835. Euphoria geminata ingår i släktet Euphoria och familjen Cetoniidae. Inga underarter finns listade i Catalogue of Life.